# Abraham Berge
Abraham Theodor Berge (20. august 1851 i Lyngdal - 10. juli 1936 i Tønsberg) var en norsk lærer, embedsmand og politiker, der var Norges statsminister fra 1923 til 1924. Han tilhørte partiet Venstre og senere det konservative parti Frisinnede Venstre.